# Agrotis reclusa
Agrotis reclusa är en fjärilsart som beskrevs av Walker 1856. Agrotis reclusa ingår i släktet Agrotis och familjen nattflyn. Inga underarter finns listade i Catalogue of Life.